# Ectochela
Ectochela is een geslacht van vlinders van de familie Uilen (Noctuidae), uit de onderfamilie Cuculliinae.

## Soorten
- E. aberrans Gaede, 1915
- E. albilunata Gaede, 1915
- E. canina (Felder, 1874)
- E. dasophrys Tams, 1930
- E. flavilunata Gaede, 1915
- E. nigrilineata Gaede, 1915
- E. roseitincta Gaede, 1915
- E. turneri Tams, 1930